# Langre (Berlanga del Bierzo)
Langre es una localidad del municipio de Berlanga del Bierzo en la comarca del Bierzo, provincia de León, en la comunidad autónoma de Castilla y León, España.
Está rodeado de montañas con ricos yacimientos de carbón que fueron explotados a lo largo de todo el siglo XX y principios del XXI. Langre es testigo y forma parte de la transformación del Bierzo, que de ser una región eminentemente ganadera y agrícola se convirtió en una boyante cuenca minera, sector prácticamente abandonado tras la reconversión minera.

## Monumentos y lugares de interés
- Posee una iglesia estilo barroco edificada entre los siglos XVII y XVIII, con una portada enmarcada por dos torres donde se intercalan frontones circulares. La puerta de la entrada está presidida por un frontón partido; la fachada no es plana y está recorrida por varias pilastras que la enmarcan. También tiene una cúpula sobre pechinas coronada por una linterna octogonal.
- En los alrededores hay que destacar su bosque de castaños y el robledal situado en la ladera del río Sil.

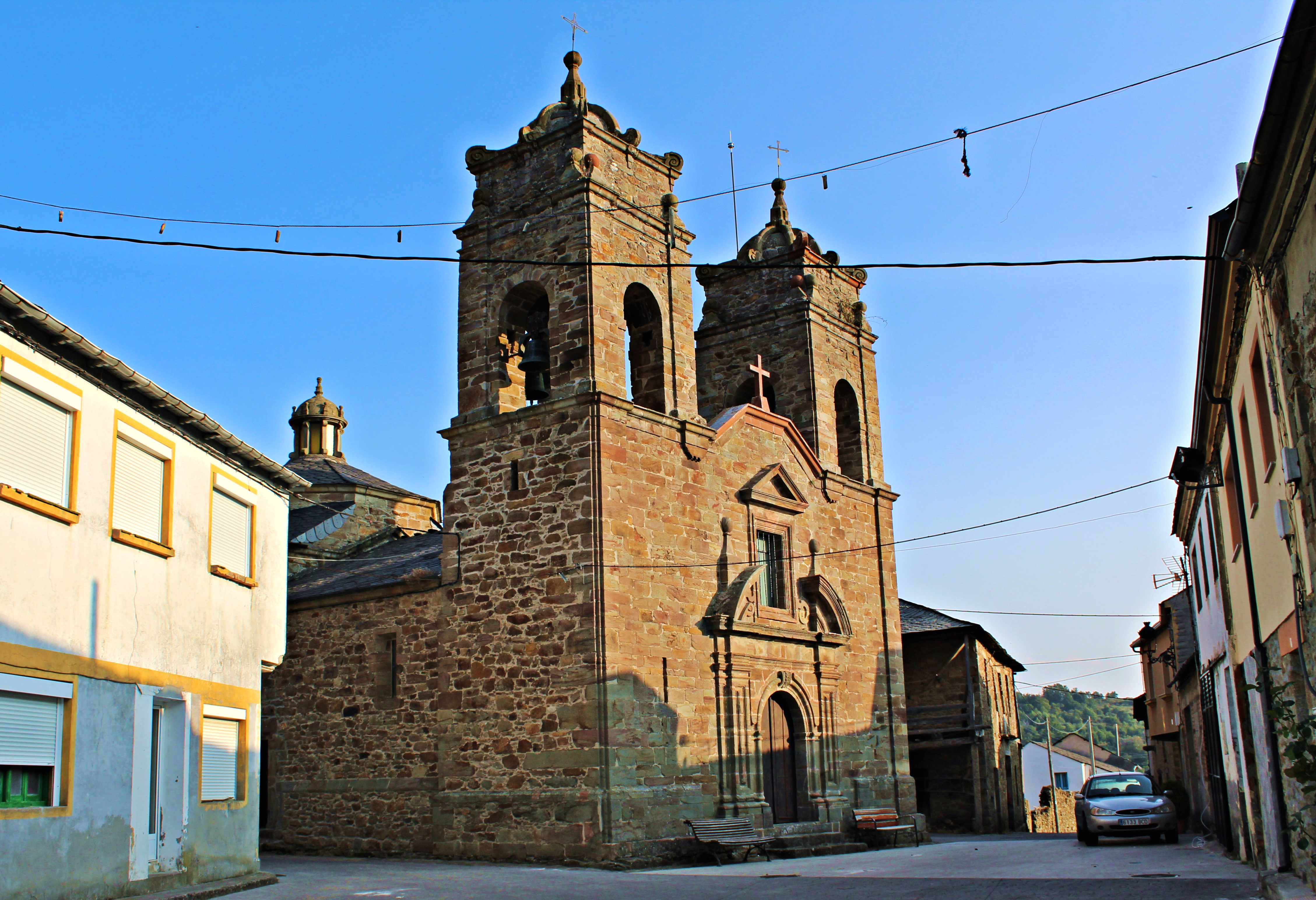
Iglesia de Santa Eulalia de Langre

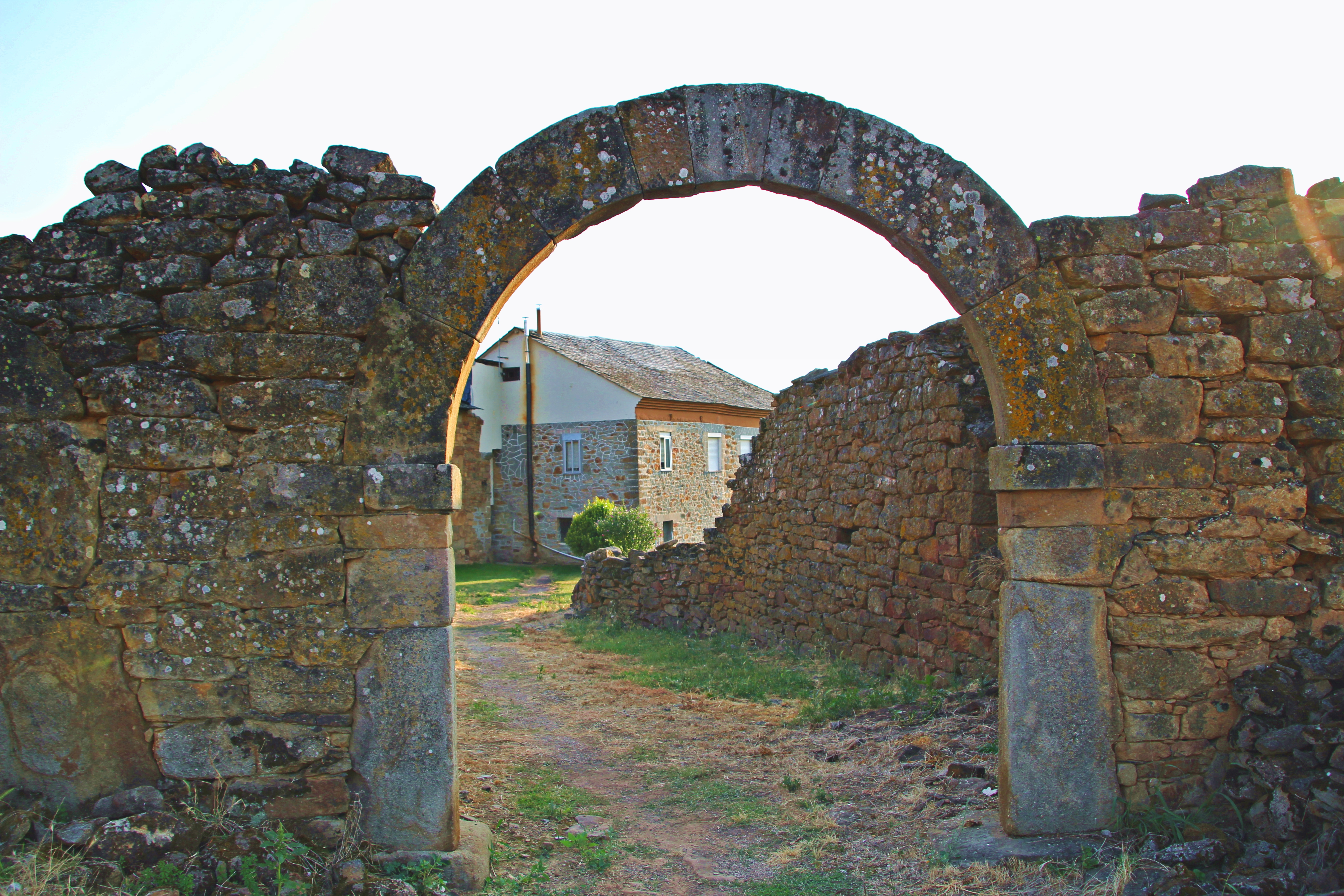
Entrada monumental en Langre

## Fiestas patronales
El 16 de agosto celebran la festividad de San Roque.El día antes de dicha fiesta hay un carnaval de verano lleno de colorido.
Los eventos más populares durante las fiestas de San Roque son las carreras de carretillos, el concurso de disfraces, y la tradición de sacar el carro engalanado, tirado por los mozos, para homenajear a la orquesta, montando a los integrantes de ésta dándoles una breve vuelta alrededor de la plaza del pueblo.
Antiguamente se celebraba la festividad de San Antonio y la Virgen de las Candelas.

## Curiosidades
La iglesia en un principio estaba dedicada a la Virgen de Guadalupe, patrona de Ciudad de México, lo que indica el nexo de unión con México lugar al que había emigrado el "Indiano" natural de Langre que la mando construir después de haber acumulado una gran fortuna ("hizo las Américas"), Luego por diversos avatares fue dedicada a Santa Eulalia de Mérida.
De Estilo Barroco es sin duda uno de los mejores ejemplos de arquitectura barroca religiosa en el Bierzo Archivado el 17 de junio de 2012 en Wayback Machine.. Presenta una magnífica portada enmarcada por torres. Su planta es rectangular estructurada en tres naves, separadas por pilares y arcos de 1/2 punto. También tiene una cúpula sobre pechinas con linterna octogonal hacia el exterior. Toda ella se realiza en magníficos sillares de piedra hacia el interior y hacia el exterior
Se trata sin duda de un pueblo cuyos vecinos sintieron la necesidad de emigrar en busca de mejorar su situación económica y social, pero sin olvidarse nunca de sus raíces, como hemos visto en la construcción de la iglesia.
Otro ejemplo es el siguiente:
José Guerra Mercadillo, natural de Langre y vecino de México  funda  en 1756  una escuela de primeras letras, enviando para ello 1.821 pesos mexicanos a su hermano Manuel Guerra Mercadillo.
En el documento fundacional se expone por objeto “enseñar de balde  a todos los que concurrieran  de los lugares circundantes con el producto  que diesen de sí dichos dineros para pagar al maestro que les enseñase”.
La temporada de escolaridad era generalmente en escuelas similares de la época desde San  Lucas a San Pedro, esto es de octubre a junio; así, en la escuela de Langre quince días antes de San Lucas se habían de fijar edictos convocando la plaza de maestro, quien debía ser docto en “leer, escribir y contar” y de intachable conducta.
J.A. Balboa de Paz  "La educación en el Bierzo"
Se cree, ateniéndose a ciertas referencias escritas, que el primer asentamiento que existió no fue Langre sino Orite del que surgiría posteriormente Langre del Bierzo, siendo los orígenes de este primer asentamiento la explotación ganadera.[cita requerida]
En la tarde del 17 de septiembre de 1985, el pueblo de Langre sufrió un pavoroso incendio.
Lo que comenzó como un incendio forestal en los montes del vecino pueblo de Tombrio de Arriba del que distan 4 kilómetros,  no pudo ser frenado, y se encaminó amenazante, ayudado por el fuerte viento que soplaba, hacia Langre.
El autobús o coche de línea Ponferrada - Vega de Espinareda a duras penas pudo sortear el fuego y llegar a San Miguel de Langre y Berlanga, al tiempo que conductor y pasajeros advertían del peligro a los vecinos de estos dos pueblos, que ya se temían lo peor por la gran humareda que se divisaba.
Se cumplieron los peores presagios por la voracidad del fuego, que tras arrasar decenas de hectáreas de monte bajo y castaños, sobre el final de la tarde, alcanzó el casco del pueblo.
Acudieron vecinos de todos los pueblos circundantes, quienes provistos de herramientas para derribar las techumbres de las casas y algún tractor, llevaron a cabo actitudes heroicas para intentar así minimizar los daños; enfrentándose muchas veces al fuego de forma temeraria, pues el pueblo padecía también escasez de agua por el estiaje y la sequía de algunos manantiales por los trabajos mineros.   También acudieron los nueve miembros de una brigada de Icona.

Gracias a la valentía y esfuerzo de estos vecinos, quienes venciendo al miedo se afanaron por proteger lo único que tenían,  y la unión de todo el municipio, se impidió que el fuego calcinase la totalidad del pueblo, como si ocurrió con otros pueblos del Bierzo que no corrieron la misma suerte.
Las pérdidas fueron enormes,cuantificadas en unos 100 millones de pesetas, en una población de bajo poder adquisitivo, que no había podido abandonar la agricultura y la ganadería de subsistencia a pesar del auge minero:
Sobre 15 viviendas y 20 cuadras quedaron total o parcialmente abrasadas y destruidas y se ha de sumar las pérdidas del ganado, utillaje y enseres domésticos; al menos 5 familias lo perdieron todo.
Se constituyó una Comisión Pro-Dannificafos de Langre (León) para el reparto y el desembolso de las indemnizaciones, que ayudaron un poco a quienes hubieron de empezar de nuevo, aunque algunas familias optaron por la emigración, algo que parece típico del pueblo, en diferentes etapas históricas.